# Vicia capreolata
Vicia capreolata — вид рослин з родини Бобові (Fabaceae), ендемік Мадейри.

## Опис
Однорічна, трав'яниста, витка рослина.

## Поширення
Ендемік Мадейри (о-ви Мадейра, Порту-Санту, Дезерта-Гранде).
Населяє пасовища, скелі, яри та узлісся.

## Використання
Vicia capreolata — третинний дикий родич V. ervilia та V. villosa, а також, віддалено, ряду інших культивованих рослин: V. faba, V. narbonensis, V. pannonica, V. sativa.

## Загрози та охорона
Зростання чужорідних видів загрожує цьому виду, а також людський тиск.
Рід Vicia наведено в додатку I до Міжнародного договору про генетичні ресурси рослин для харчових продуктів та сільського господарства. Ймовірно, вид пасивно охороняється у багатьох природоохоронних територіях в межах ареалу.